# دانشگاه هاروارد
دانشگاه هاروارد (به انگلیسی: Harvard University) یک دانشگاه تحقیقاتی خصوصی و یکی از اعضای هشت‌گانه لیگ آیوی است که در کمبریج واقع در ایالت ماساچوست آمریکا قرار گرفته‌است. این دانشگاه در سال ۱۶۳۶ میلادی تأسیس و جهت بزرگداشت اولین خیّر آن، روحانی جان هاروارد، هاروارد نامیده شد. هاروارد قدیمی‌ترین مؤسسه آموزش عالی در ایالات متحده و معتبرترین دانشگاه جهان است.
کالج هاروارد در سال‌های اولیه بیشتر روحانیون اجتماع‌گرا و خداپرست را تربیت کرد؛ اگرچه هرگز به‌طور رسمی به فرقه‌ای وابسته نبوده‌است. برنامه درسی و مجموعهٔ دانشجویی آن در طول قرن هجدهم به تدریج سکولار گشته و در قرن نوزدهم، هاروارد به عنوان مرکز فرهنگی اصلی در میان نخبگان بوستون ظاهر شد. پس از جنگ داخلی آمریکا، دورهٔ طولانی ریاست چارلز ویلیام الیوت (۱۸۶۹–۱۹۰۹) دانشکده و مدارس حرفه‌ای وابسته را به یک دانشگاه تحقیقاتی مدرن تبدیل کرد. هاروارد در سال ۱۹۰۰ عضو مؤسس انجمن دانشگاه‌های آمریکایی گردید.
این دانشگاه از ده دانشکدهٔ دانشگاهی به اضافه مؤسسه مطالعات پیشرفته ردکلیف تشکیل شده‌است. دانشکده‌های علوم و هنر دانشگاه هاروارد برای دانشجویان مقطع کارشناسی طیف گسترده‌ای از رشته‌های دانشگاهی را ارائه می‌دهد، در حالی که سایر دانشکده‌ها فقط مدارک تحصیلات تکمیلی، عمدتاً درجات تخصصی را ارائه می‌دهد. کتابخانهٔ هاروارد بزرگ‌ترین سیستم کتابخانهٔ دانشگاهی جهان است که شامل ۷۹ کتابخانه منفرد بوده و حدود ۲۰٫۴ میلیون عنوان را در خود جای داده‌است.
شمار ۱۸۸ نفر از میلیاردرهای زنده جهان دانش‌آموخته هاروارد هستند. دانشگاه هاروارد در بین تمام دانشگاه‌های جهان شامل بیشترین تعداد دانش‌آموختگانی است که برندهٔ جایزه نوبل (۱۶۲ نفر)، و مدال فیلدز (۱۸ نفر) شده‌اند. همچنین در بین دانشگاه‌های آمریکا شامل بیشترین دانش‌آموختگانی است که عضو کنگره ایالات متحده آمریکا، عضو همکاران مک‌آرتور، محققان رودز (۳۷۵ نفر) و محققان مارشال (۲۵۵ نفر) بوده‌اند.

## تاریخچه تأسیس

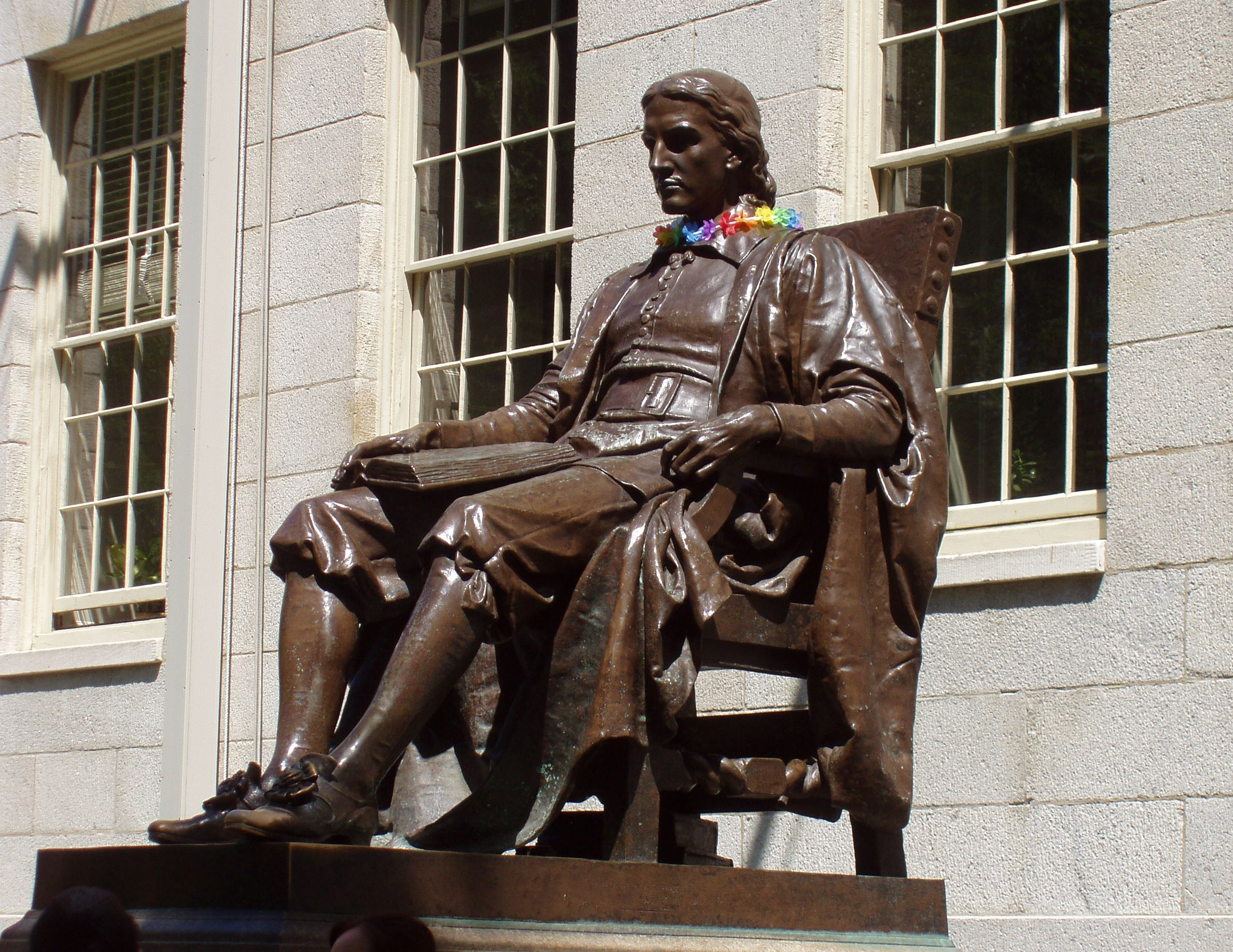
مجسمه جان هاروارد، واقع در حیاط دانشگاه هاروارد

در سال ۱۶۳۸ آن ناحیه و دانشگاه تازه تأسیس را به نام کمبریج نام‌ گذاری کردند. در همان سال جان هاروارد یکی از وزیران پیوریتن و وزیر امور داخلی آمریکا که استاد یکی از شعبه‌ های دانشگاه کمبریج بود در هنگام مرگ، نیمی از سرمایه و املاک خود را که ۷۸۰ پوند بود با چهارصد جلد کتاب به کالج بخشید و کالج مزبور در سال ۱۶۳۹ به‌ افتخار این مرد، هاروارد نامیده شد. تاریخچهٔ هاروارد در حقیقت از سال ۱۶۴۰ آغاز می‌شود. نخستین جشن دانش‌آموختگان دانشگاه هاروارد در سال ۱۶۴۲ برگزار شد.
کالج هاروارد در سال‌های اولیه، بیشتر روحانیون اجتماع‌گرا و توحیدگرا را تربیت کرد، اگرچه هرگز به‌طور رسمی به هیچ فرقه‌ای وابسته نبوده‌است. برنامه درسی و مجموعه دانشجویی آن در طول قرن هجدهم به تدریج سکولار گشته و در قرن نوزدهم، هاروارد به عنوان مرکز فرهنگی اصلی در میان نخبگان بوستون ظاهر شد. پس از جنگ داخلی آمریکا، دوره طولانی ریاست بر دانشگاه چارلز ویلیام الیوت (۱۸۶۹–۱۹۰۹) دانشکده و مدارس حرفه‌ای وابسته را به یک دانشگاه تحقیقاتی مدرن تبدیل کرد. هاروارد در سال ۱۹۰۰ عضو مؤسس انجمن دانشگاه‌های آمریکایی گردید.
بر سردر این دانشگاه لوحه‌ای نصب شده که متن آن چنین است:
چون خداوند به‌سلامت ما را به سرزمین نیوانگلند رسانید، به یاری او خانه‌های خود را ساختیم و برای ادامهٔ زندگانی خود وسایلی برانگیختیم و مکان‌های مناسبی برای پرستش پروردگار پی‌افکندیم و به تشکیل یک دولت غیرنظامی همت گماشتیم. اما آرزوی بزرگی را که در قلب خود می‌پروراندیم و در پی تحقق آن روزشماری می‌کردیم، آموزش و پرورش بود که سعادت جاودانه در پی داشت. ما نمی‌خواستیم که دیو بی‌سوادی در کلیساها به جای ماند و کشیشان ما در تاریکی نادانی به‌سر برند.

## امور تشکیلاتی و اداری
بر اساس منشور مورخ ۱۶۵۰ دانشگاه برای پیشرفت علم، هنر و ادبیات به آموزش جوانان انگلیسی و بومی اختصاص یافت. دومین ساختمان دانشگاه، «کالج بومیان»، در سال ۱۶۵۴ تأسیس شد و مؤسسهٔ انتشارات و مطبوعات دانشگاه که از سال ۱۶۳۸ تا آن زمان در ساختمان رئیس دانشگاه بود، به‌آن محل انتقال یافت. به‌ احتمال قوی در سال‌ های ۱۶۶۱ و ۱۶۶۳، ترجمه کتاب مقدس به زبان بومیان آن سرزمین، توسط جان الیوت در همین کالج به چاپ رسید. با توجه به حمایت‌ های مالی که دانشگاه برای پیشرفت اهداف خود از خارج دریافت کرد، از همان آغاز تأسیس به اهمیت شایانی دست یافت. منشور مصوبه دانشگاه هاروارد تا سال ۱۷۰۷، مرجع اساسی و تغییر ناپذیر ادارهٔ دانشگاه به‌ شمار می‌رفت. بر مبنای این منشور، سازمانی مرکب از یک رئیس و یک خزانه‌دار و پنج استاد به‌طور رسمی مقررات اداری دانشگاه را وضع نموده و به امور مالی و هزینه کردن وجوه دریافتی، نظارت مستقیم داشتند. این سازمان به وسیله هیئت ناظرانی که در سال ۱۶۴۲ تعیین شده بود، کنترل می‌شد. کم‌کم اوضاع و احوال ایجاب کرد که هیئت اداره‌کنندهٔ دانشگاه، از استادان مقیم آن تشکیل شود. امروزه دانشکده‌های گوناگون، دارای هیئت‌های قانون‌گذاری هستند که مستقیماً عهده‌دار نظم و برقراری آرامش در محیط دانشکده هستند. در اوان تأسیس این دانشگاه، هیئت ناظران از بین نمایندگان مشترک ایالت (دولت) و کلیسا تشکیل شده و دولت که مؤسس و مدیر کالج بود سازمان هاروارد را یک بنگاه دولتی تلقی کرده که در این راستا اختلافات تنگ‌نظرانه و متعصبانه نیز نمایان بود و سرانجام این کشمکش‌ها به سود دانشگاه هاروارد پایان یافت. در سال ۱۷۸۰ کالج هاروارد به دانشگاه هاروارد تغییر یافت. نخستین مدیران و رهبران کالج کلیسا بود، اما در پی تغییراتی که در ترکیب هیئت ناظران پدیدار شد، دانشگاه هاروارد از زیر کنترل روحانیت و سیاست‌مداران دولتی خارج شد. از سال ۱۸۶۵ هیئت مدیرهٔ دانشگاه از بین دانش‌آموختگان پیشین آن برگزیده شد و کنترل دانشگاه را به‌عهده گرفت.

## امکانات دانشگاه

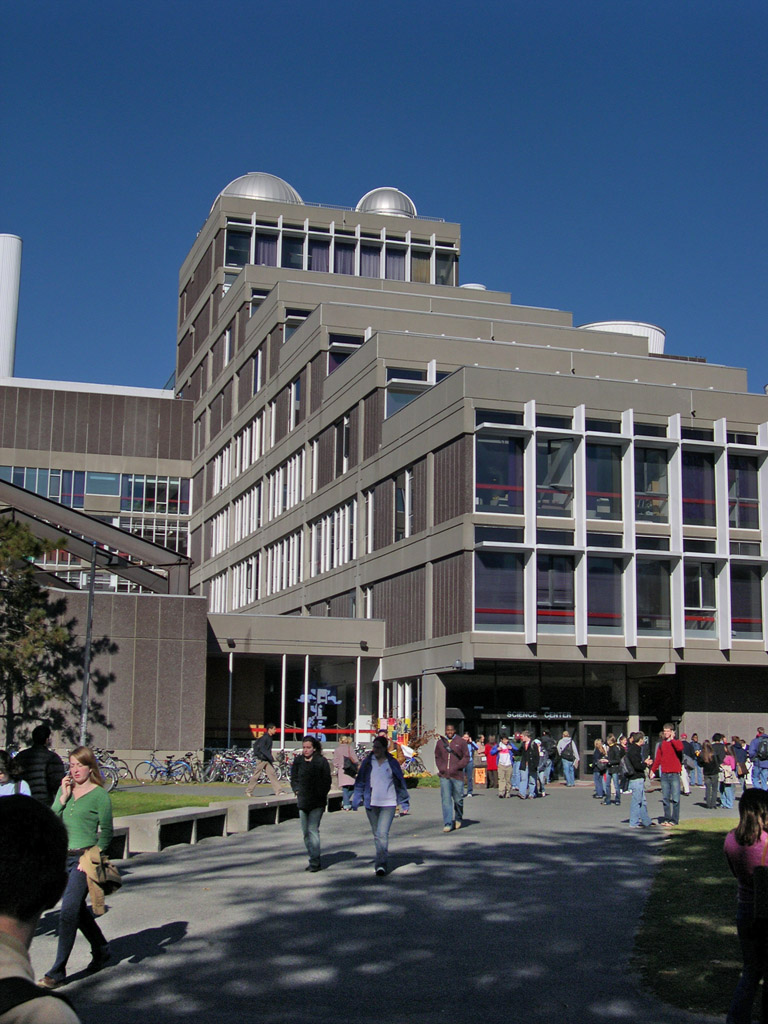
مرکز علم در کالج هاروارد

در محوطهٔ این دانشگاه، موزه‌های متعددی ازجمله موزهٔ هنر فوگ وجود دارد که در آن تابلوهای نقاشی و مجسمه‌ها و آثار چاپ شدهٔ قرن هیجده و نوزده اروپا و آمریکا، به تماشا گذاشته‌شده‌است.

### کتابخانه
کتابخانه دانشگاه هاروارد نه تنها قدیمی‌ترین مجموعهٔ فرهنگی در آمریکا بلکه با شعبات خود، بزرگ‌ترین کتابخانهٔ دنیاست و در حال حاضر دارای ۱۴٬۵۰۰٬۰۰۰ جلد کتاب، رساله و میکروفیلم است. کتابخانهٔ هاروارد، بزرگ‌ترین سیستم کتابخانهٔ دانشگاهی جهان است که شامل ۷۹ کتابخانه منفرد بوده و حدود ۲۰٫۴ میلیون عنوان را در خود جای داده‌است.

### مجلهٔ هاروارد
مجلهٔ هاروارد بیزینس ریویو (مجلهٔ کسب و کار هاروارد) که توسط این دانشگاه منتشر می‌گردد، یکی از معتبرترین مجلات در زمینهٔ مدیریت است.

### کتابخانهٔ ویدنر
این کتابخانه بزرگ‌ترین کتابخانهٔ دانشگاه هاروارد است.

### خوابگاه دانشگاه هاروارد
دانشگاه هاروارد برای راحتی و رفاه دانشجویان خود و همچنین فرصتی برای ارتباط و تعامل بیشتر دانشجویان با یکدیگر و آشنایی آنها با محیط و فرهنگ آمریکا، خوابگاه‌هایی دانشجویان فراهم کرده‌است. برخی از این خوابگاه‌ها در محدوده دانشگاه (on-campus) و برخی از آنها خارج از محدوده دانشگاه (off-campus) قرار دارند.
دانشگاه هاروارد برای دانشجویان سال اولی، سوئیت‌هایی در نظر گرفته‌است که هرکدام از آنها شامل ۲ – ۴ اتاق، محیطی برای تفریح و سرگرمی، یک یا چند حمام می‌باشد و ۳ – ۶ نفر ظرفیت دارد. به‌طور کلی در دانشگاه هاروارد ۱۲ خوابگاه با ظرفیت اسکان حدود ۳۵۰ تا ۵۰۰ دانشجو در محیط دانشگاه وجو دارد که دارای سالن‌های غذاخوری، اتاق‌های مشترک و امکانات آموزشی و فعالیت‌های فرهنگی می‌باشد. دانشجویانی که در خوابگاه‌های درون محوطه دانشگاه (on campus) اسکان یافته‌اند، می‌بایست ماهانه حدود ۱۰۰۰ تا ۴۵۰۰ دلار و دانشجویانی که در خوابگاه‌های خارج از محیط دانشگاه (off campus) هستند، ماهانه چیزی حدود ۱۵۰۰ تا ۳۰۰۰ دلار پرداخت می‌کنند که هزینه کمتری نسبت به خوابگاه‌های داخلی دانشگاه است.

## پیشگامان دانش و فرهنگ

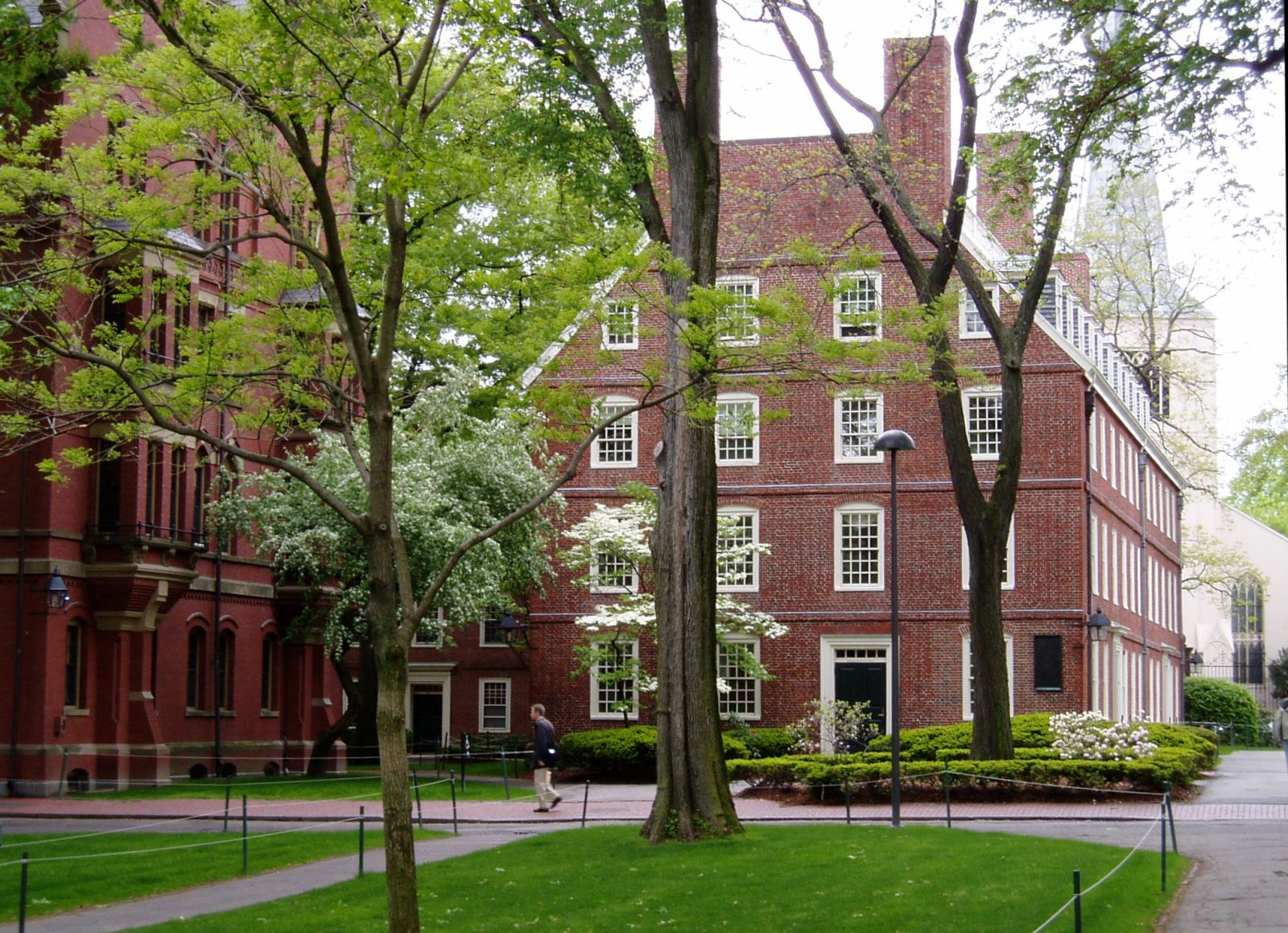
تالار ماساچوست: محل کار رئیس دانشگاه و خوابگاه تعدادی از دانشجویان سال اول کالج

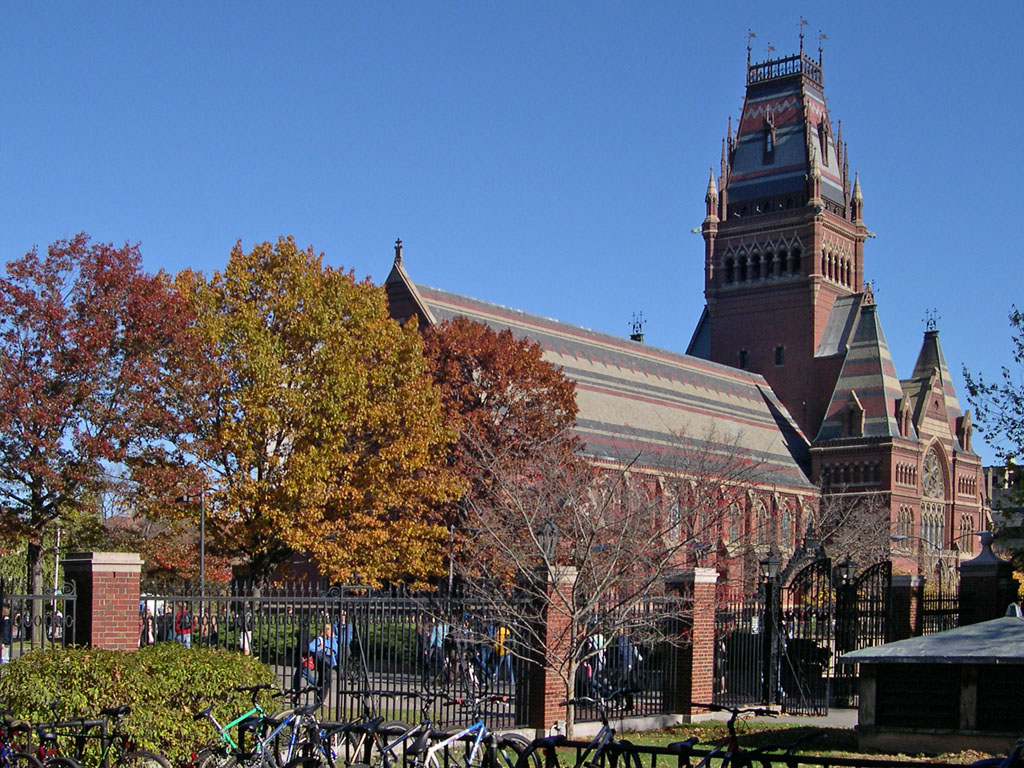
تالار یادبود در کالج هاروارد

در زمینهٔ علوم و ادبیات و فلسفه چهره‌های شناخته شده‌ای از این دانشگاه دانش‌آموخته شده‌اند که امروزه از مشاهیر جهان محسوب می‌شوند.
- استادان سرشناس ریاضی فیزیک
  - مریم میرزاخانی
  - کامران وفا
- استادان سرشناس الهیات و ادبیات
  - انکریز ماتر
  - ساموئل سؤال
- شخصیت‌های سرشناس علمی و فلسفی
  - ساموئل وبر
  - ویلیام جیمز سیدیس
  - رالف امرسن
  - هنری دیوید تورو
- نویسندگان بزرگ
  - جیمز راسل لوول
  - رابرت فراست
  - والاس استیونز
  - تی. اس. الیوت
  - ادوین آرلینگتون رابینسون
  - دکتر رفیش
- رئیس جمهوران آمریکایی دانش‌آموخته از هاروارد

هشت تن از رؤسای جمهور تاریخ آمریکا دانش‌آموختهٔ هاروارد بوده‌اند، که عبارتند از:
- جان آدامز
- جان کوئینسی آدامز
- رادرفورد بیرچارد هیز
- تئودور روزولت
- فرانکلین دلانو روزولت
- جان اف. کندی
- جورج واکر بوش
- باراک اوباما
- مؤسسان
  - مارک زاکربرگ (مؤسس فیسبوک)
  - بیل گیتس (مؤسس مایکروسافت)
- شخصیت‌های هنری
  - ناتالی پورتمن
  - کونن اوبراین
  - دیمین شزل
  - مت دیمون

## دانشکده‌ها و رشته‌ها
این دانشگاه از ده دانشکده به اضافهٔ مؤسسه مطالعات پیشرفته ردکلیف تشکیل شده‌است.

### دانشکده‌ها
- مدرسه کسب و کار هاروارد
- دانشکده هنر و علوم
- دانشکده پزشکی هاروارد
- دانشکده معماری
- دانشکده الهیات
- دانشکده آموزش
- مدرسه جان اف کندی دانشگاه هاروارد
- دانشکده حقوق
- مؤسسه مطالعات پیشرفته ردکلیف

### رشته‌ها
این دانشگاه دارای رشته‌های علوم انسانی، علوم طبیعی، مهندسی، دندان پزشکی، الهیات، آموزش و پرورش، حقوق و پزشکی است. علاوه‌براین در مؤسسات وابسته به آن، دوره‌های ویژهٔ خاورشناسی و روسیه‌شناسی تدریس می‌شود. پروژهٔ تاریخ شفاهی ایران در مرکز ایران‌شناسی این دانشگاه به مدیریت حبیب لاجوردی انجام می‌شد.

### دانشکده علوم و هنر
دانشکده‌های علوم و هنر دانشگاه هاروارد برای دانشجویان و فارغ التحصیلان مقطع کارشناسی طیف گسترده‌ای از رشته‌های دانشگاهی را ارائه می‌دهد، در حالی که سایر دانشکده‌ها فقط مدارک تحصیلات تکمیلی، عمدتاً درجات تخصصی را ارائه می‌دهند.

## رتبه‌بندی
در میان رتبه‌بندی‌های کلی، نشریهٔ رتبه‌بندی دانشگاه‌های جهان که رتبه‌بندی شانگهای نیز نامیده می‌شود، هر ساله از بدو انتشار تا امروز دانشگاه هاروارد را برترین دانشگاه جهان معرفی کرده‌است. هنگامی که QS و Times Higher Education برای انتشار رتبه‌بندی Times Higher Education – QS University World Ranking از سال ۲۰۰۴ تا ۲۰۰۹ همکاری کردند، داشنگاه هاروارد هر ساله رتبه برتر را کسب می‌کرد و در رتبه‌بندی تایمز از زمان انتشار یعنی سال ۲۰۱۱ تا به امروز رتبه اول را در رتبه‌های جهانی معتبر حفظ کرده‌است. طبق رتبه‌بندی شانگهای در سال ۲۰۲۱، این دانشگاه در رتبه اول جهانی قرار دارد. علاوه بر این، هاروارد با سرمایه‌گذاری‌های قابل توجه در دانشکدهٔ مهندسی خود در سال‌های اخیر، توسط Times Higher Education در رتبه سوم مهندسی و فناوری در جهان قرار گرفت.
آخرین آپدیت در سال ۲۰۲۳
سازمان‌های رتبه‌بندی معتبر جهانی در کنار رتبه‌بندی دانشگاه‌های برتر جهان، برخی از رشته‌های تحصیلی که در میان دانشجویان محبوب است براساس تقاضا و ثبت‌نام متقاضیان نیز منتشر می‌کنند. وبسایتniche لیستی از محبوب‌ترین رشته‌های تحصیلی دانشگاه هاروارد را با فارغ‌التحصیلان رشته‌ها منتشر کرده‌است که می‌توانید در جدول زیر مشاهده کنید

###### هزینه تحصیل در دانشگاه هاروارد
انتخاب دانشگاه هاروارد به عنوان مقصد مهاجرتی برای ادامه تحصیل، تصمیم بزرگ و پر هزینه‌ای خواهد بود. طبیعتاً تحصیل به عنوان یک دانشجوی بین‌المللی، در یکی از برترین دانشگاه‌های جهان که از رنک بالایی برخوردار است، هزینهٔ بالایی خواهد داشت.
مانند سایر دانشگاه‌ها، از آنجایی که برخی از برنامه‌ها و رشته‌های تحصیلی رنک بالا و متقاضی بیشتری دارد، در دانشگاه هاروارد نیز شهریه‌های تحصیلی با توجه به مقطع و رشته موردنظر متقاضی متغیر خواهد بود. چه قصد داشته باشید در مقطع کارشناسی به تحصیل بپردازید یا کارشناسی ارشد. به عنوان مثال شهریه تحصیلی سال ۲۰۲۳–۲۰۲۴ در مقطع کارشناسی ارشد دپارتمان آموزش به تنهایی چیزی حدود ۵۷٫۲۴۶ دلار در سال می‌باشد. از طرف دیگر، شهریهٔ برنامه MBA یکساله حدود ۷۳٫۴۴۰ دلار خواهد بود. همچنین شهریه یک برنامه در مقطع کارشناسی مانند علوم کامپیوتر یا اقتصاد در یک یک سال تحصیلی ۴۴٫۹۹۰ دلار خواهد بود.
یکی از هزینه‌هایی که دانشجویان بین‌المللی برای درخواست پذیرش خود می‌بایست پرداخت کنند، هزینه اپلیکیشن فی (هزینه بررسی درخواست) می‌باشد. پرداخت ۸۵ دلار هزینه اپلیکیشن فی دانشگاه هاروارد از تمامی متقاضیان، صرفه نظر از رشته انتخابی متقاضی، وضعیت شهروندی و ملیت آنها الزامی می‌باشد. علاوه بر اپلیکیشن فی، ممکن است از دانشجویان بین‌المللی مدارک اضافه بر مدارک استاندارد خواسته شود که هزینه‌هایی جدا خواهد داشت.

## هاروارد در ایران
این دانشگاه به نام «مرکز مطالعات مدیریت ایران» قبل از انقلاب ۱۳۵۷ ایران، شعبهٔ مطالعات مدیریت دانشگاه هاروارد بوده که توسط دو نفر از کارآفرینان مشهور زمان، یعنی حبیب لاجوردی و محمدتقی برخوردار، برای تربیت نسل جدید مدیران و کارشناسانی که با علوم روز دنیا آشنا باشند، شکل گرفت.
این مؤسسه غیردولتی بود و به صورت هیئت امنایی که متشکل از دوازده کارآفرین و مدیر صنعتی برجسته بود، مدیریت می‌شد.
پس از وقوع انقلاب، اموال و کارخانه‌جات افرادی همچون حبیب لاجوردی و محمدتقی برخوردار و برخی دیگر از اعضای هیئت امنای آن توسط انقلابیون مصادره شد و مؤسسهٔ «هاروارد» تصرف شد و نام آن به «امام صادق» تغییر پیدا کرد و مدیریت آن نیز حسینعلی منتظری واگذار گردید و ایشان محمدرضا مهدوی کنی را به عنوان نماینده خود، در آنجا تعیین کرد.[۳][۴][۵]
تا اواسط سال ۱۳۹۳، ریاست این مجموعه بر عهدهٔ محمدرضا مهدوی کنی بود. پس از درگذشت محمدرضا مهدوی کنی، فرزندش محمدسعید مهدوی کنی طی ۳ سال و تا ۱۷ مهرماه ۱۳۹۷، ریاست این دانشگاه را بر عهده داشت.[۶]
در تاریخ ۱۷ مهرماه ۱۳۹۷، بنا بر تصویب هیئت امناء طی حکمی از سوی صادق لاریجانی رئیس هیئت امناء، حسینعلی سعدی برای یک دورهٔ سه ساله به عنوان رئیس دانشگاه امام صادق تعیین شد.[۷] وی هم‌اکنون ریاست این دانشگاه را بر عهده دارد.
دانشگاه امام صادق یک دانشگاه غیرانتفاعی است که هزینه‌های خود را از سرمایه‌گذاری‌های هلدینگ جامعة الامام الصادق و مجموعه کارخانجات نساجی جامعه، کارخانهٔ مصادره شدهٔ داروسازی لقمان، پاساژ نور و میلاد نور در تهران، کمک‌های دولتی و تعدادی از بازاری‌های تهران تأمین می‌کند.[۸][۹]
اگرچه این دانشگاه در وزارت علوم دانشگاهی غیرانتفاعی محسوب می‌شود، اما هیچ‌گونه شهریه‌ای از دانشجویان خود دریافت نمی‌کند و امکانات رفاهی مانند خوابگاه در واحد برادران رایگان است. همچنین هزینه‌های تغذیهٔ آن نیز به میزان سایر دانشگاه‌های دولتی است.[نیازمند منبع] این دانشگاه در پل مدیریت تهران واقع در سعادت آباد قرار دارد.
این دانشگاه طی چند سال با سطح‌بندی دانشجویان مقطع دکتری، از برخی از آنان که در ارزشیابی علمی رتبه «ب» یا «ج» کسب می‌کردند شهریهٔ تحصیلی دریافت می‌کرد.[۱۰] به خاطر این شهریه‌های سنگین مورد انتقاد دانشجویان قرار گرفت که در نهایت از سال ۱۳۹۶ اقدام به پذیرش دانشجویان دکتری به صورت رایگان و تنها در گروه «الف» نمود.[۱۱][۱۲]

## نگارخانه

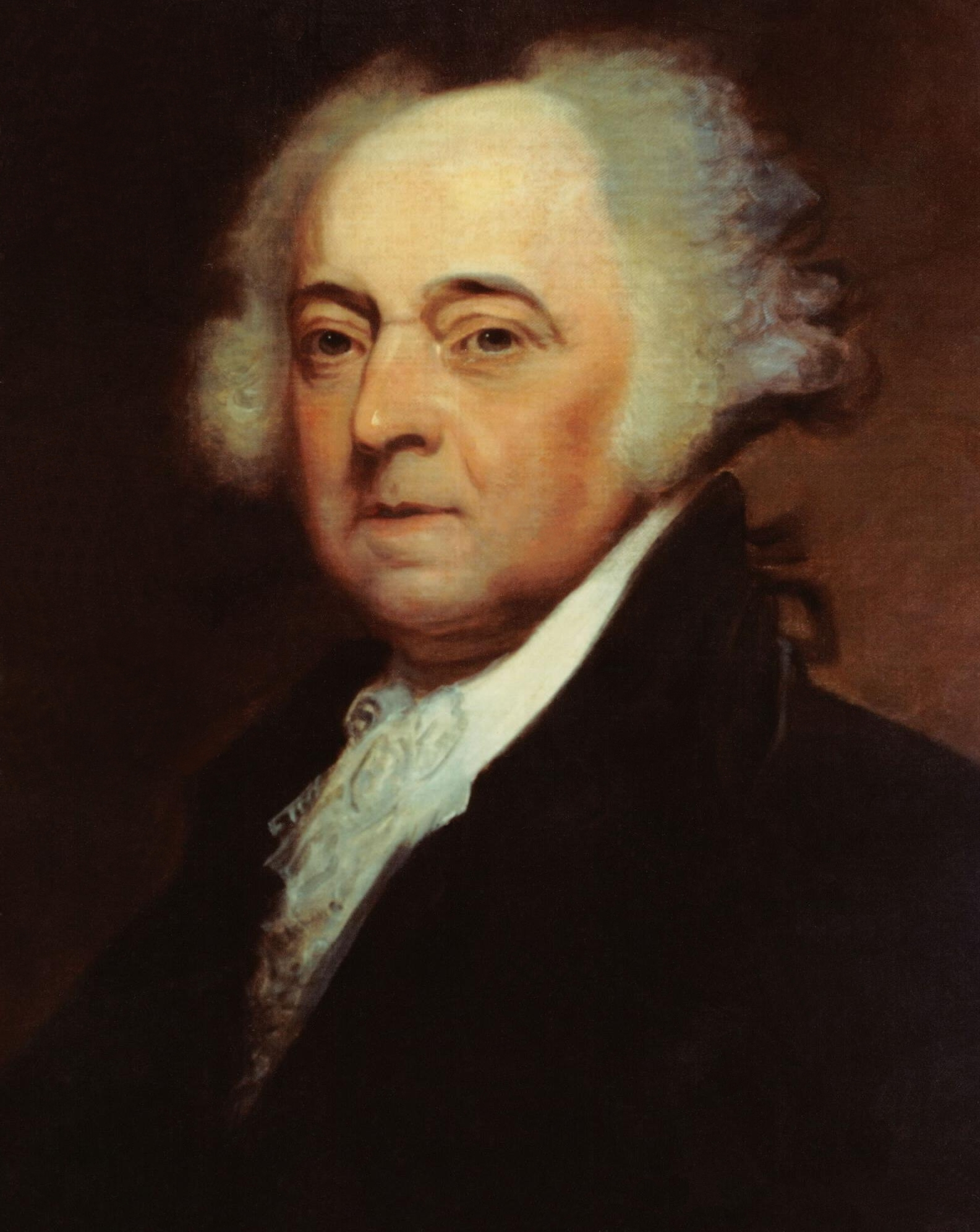
جان آدامز
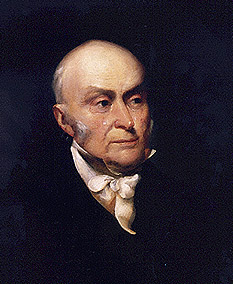
جان کویینسی آدامز
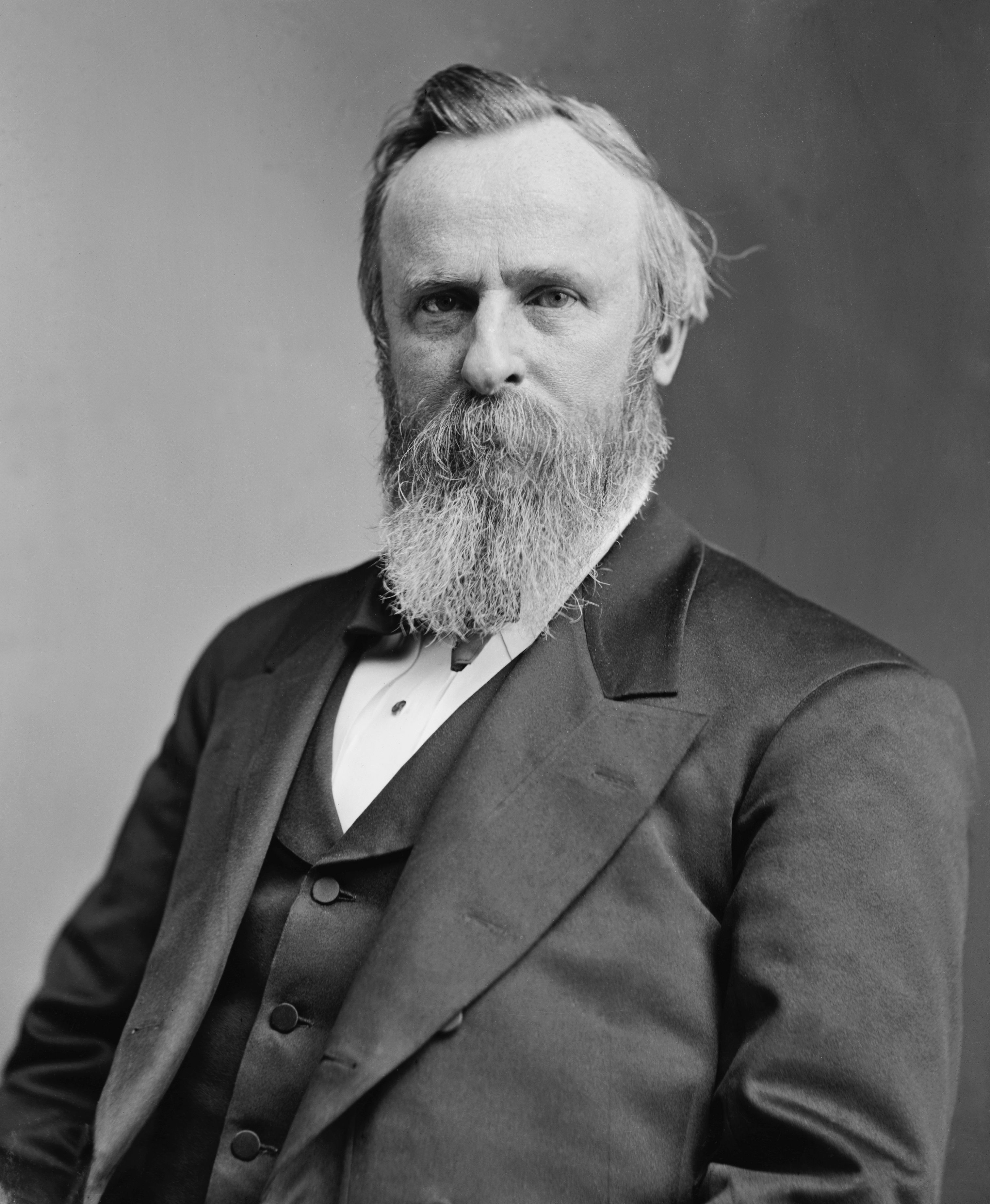
رادرفورد بیرچارد هیز
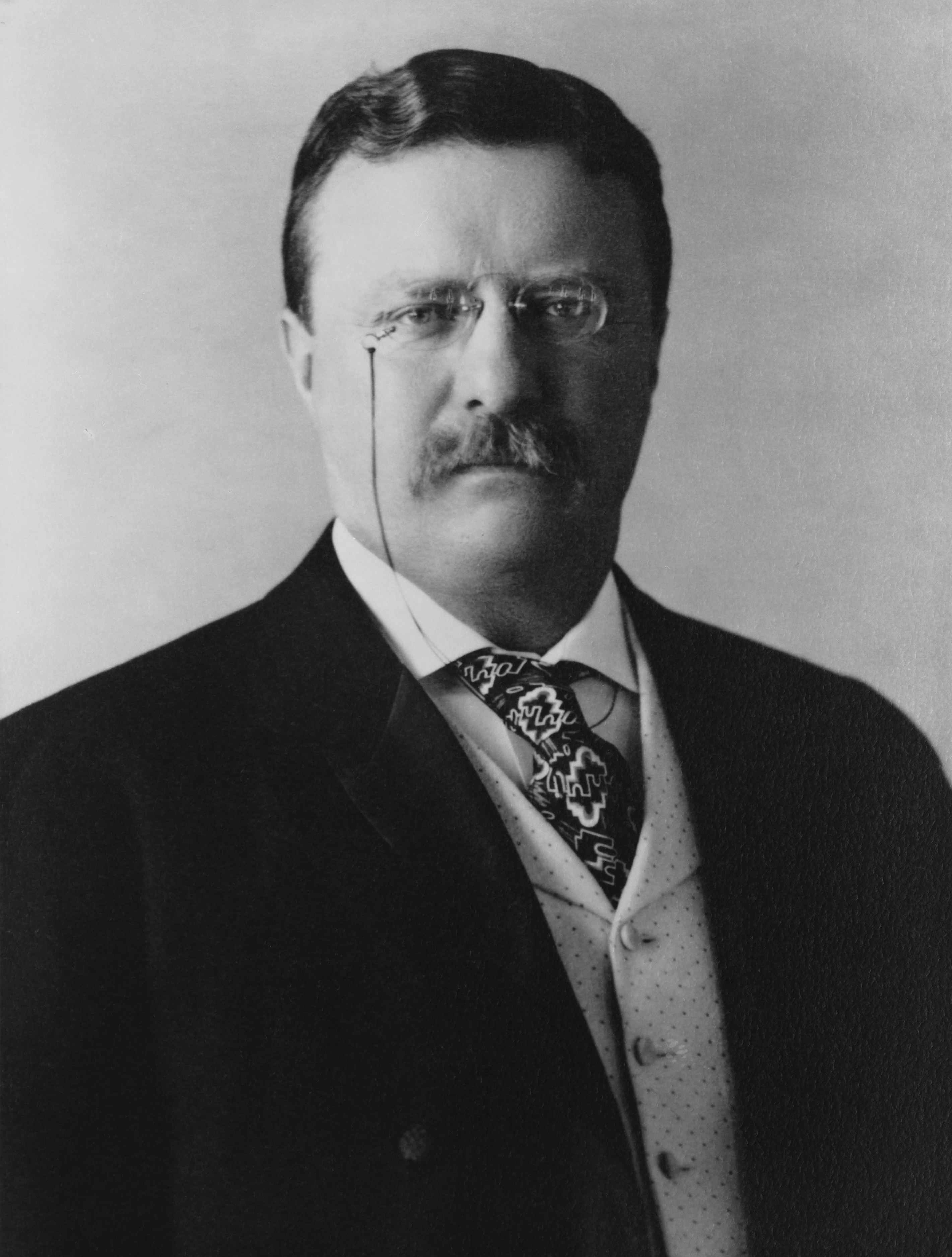
تئودور روزولت
فرانکلین دلانو روزولت
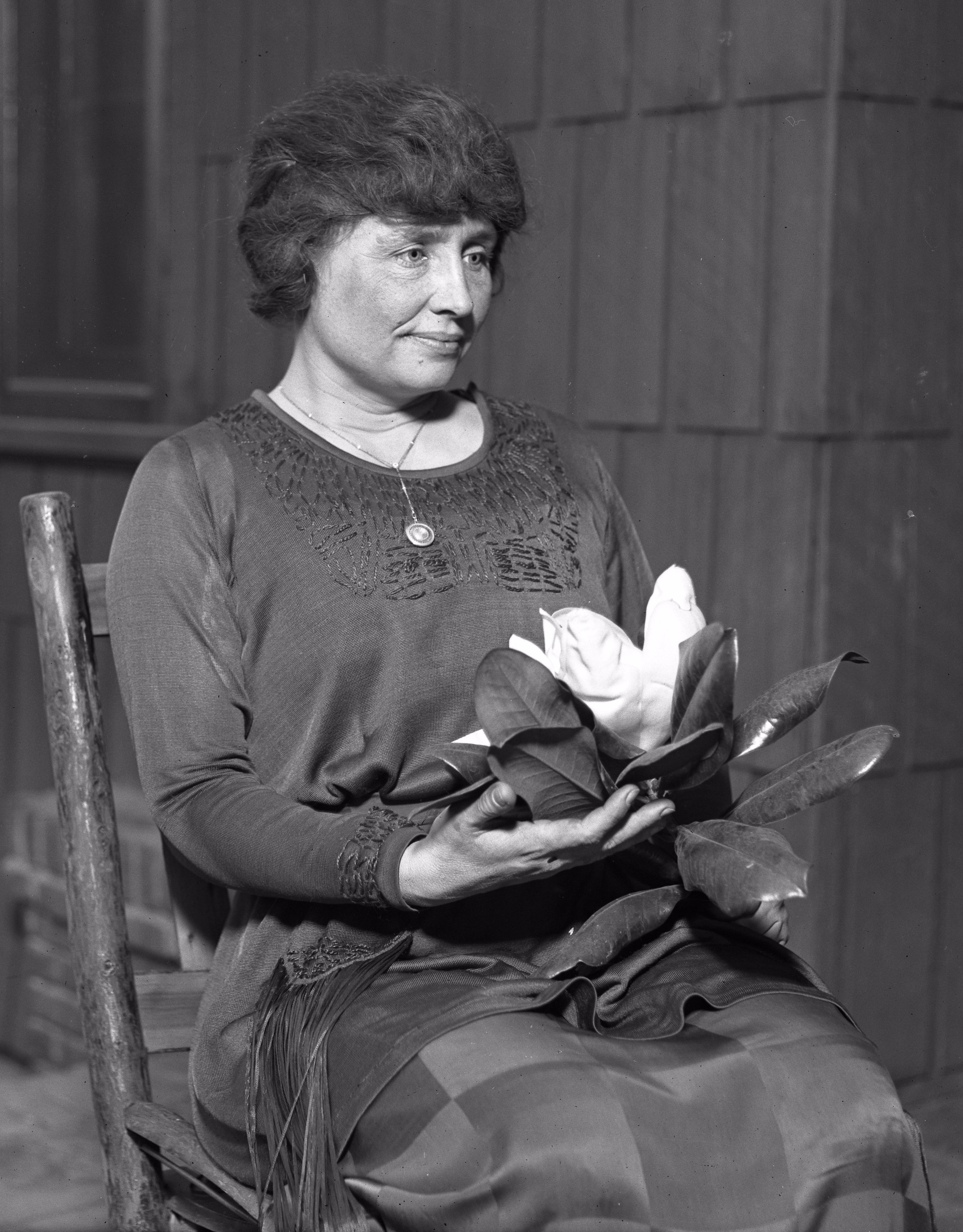
هلن کلر
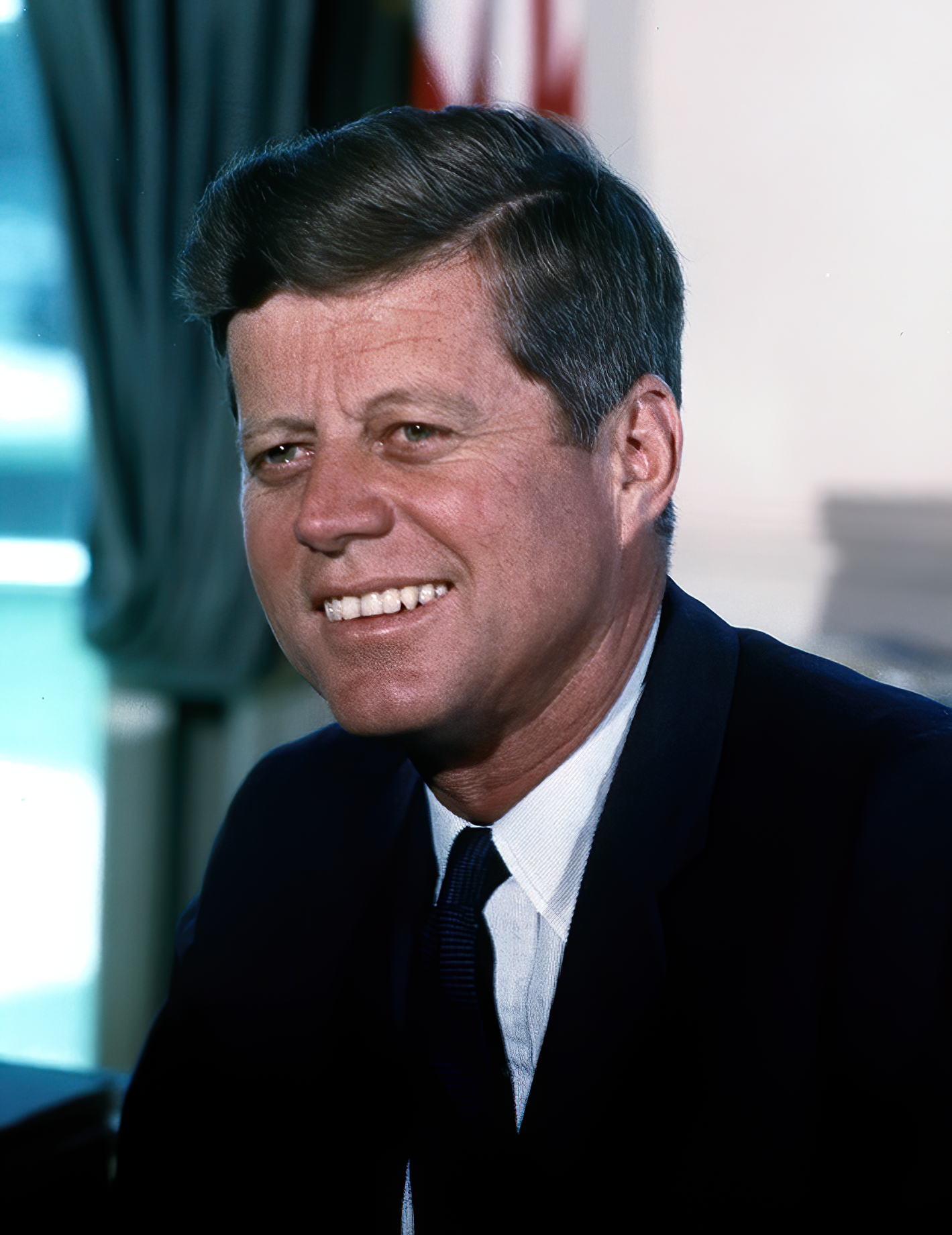
جان اف. کندی
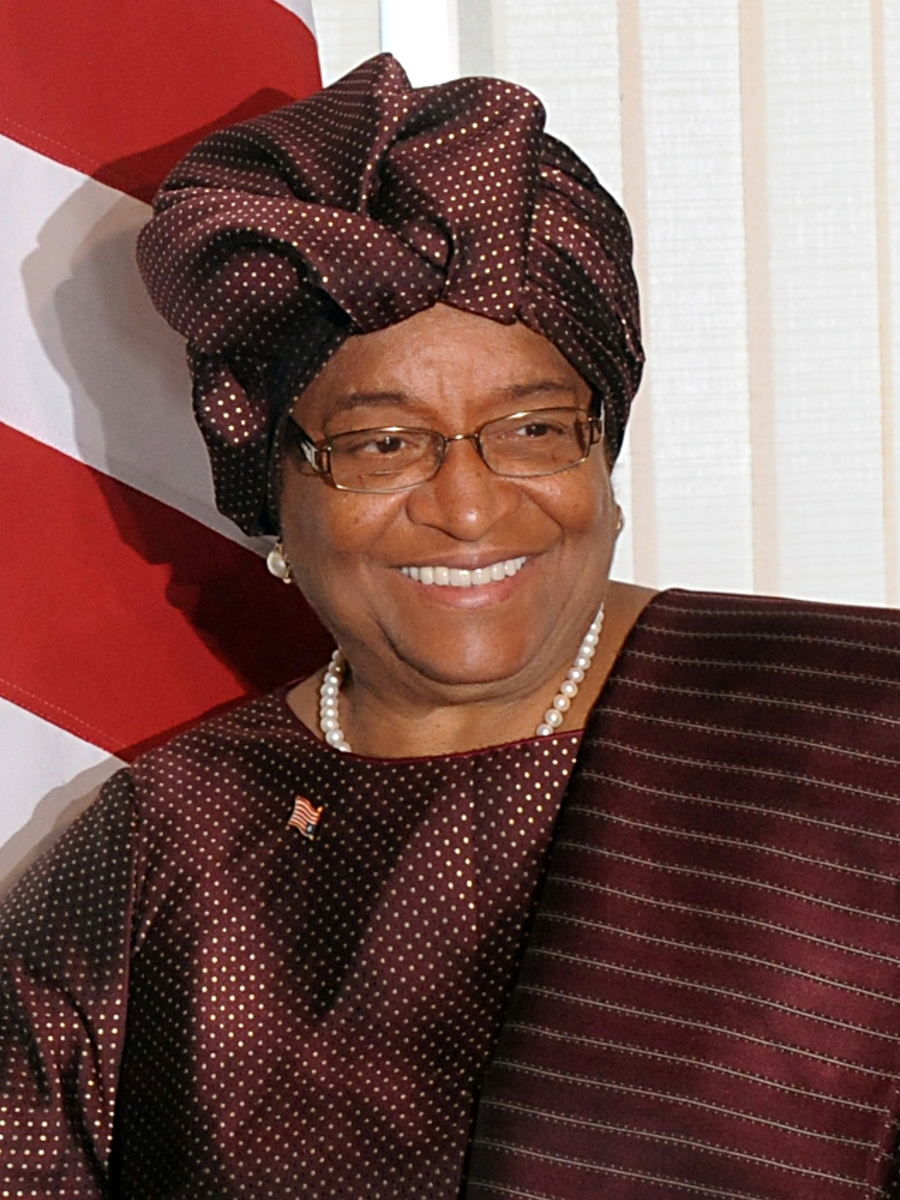
الن جانسون سیرلیف
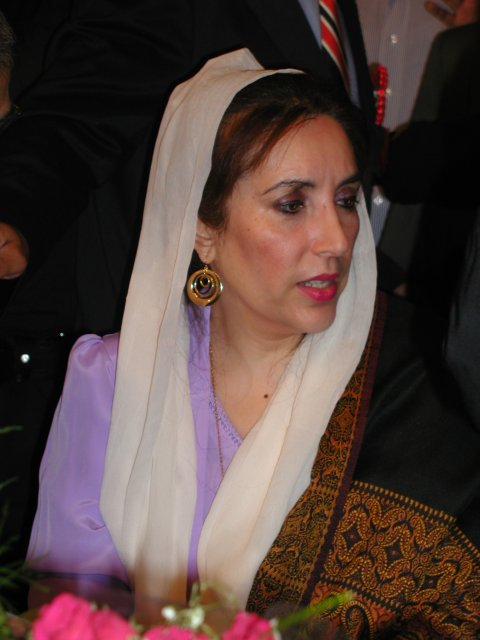
بی‌نظیر بوتو
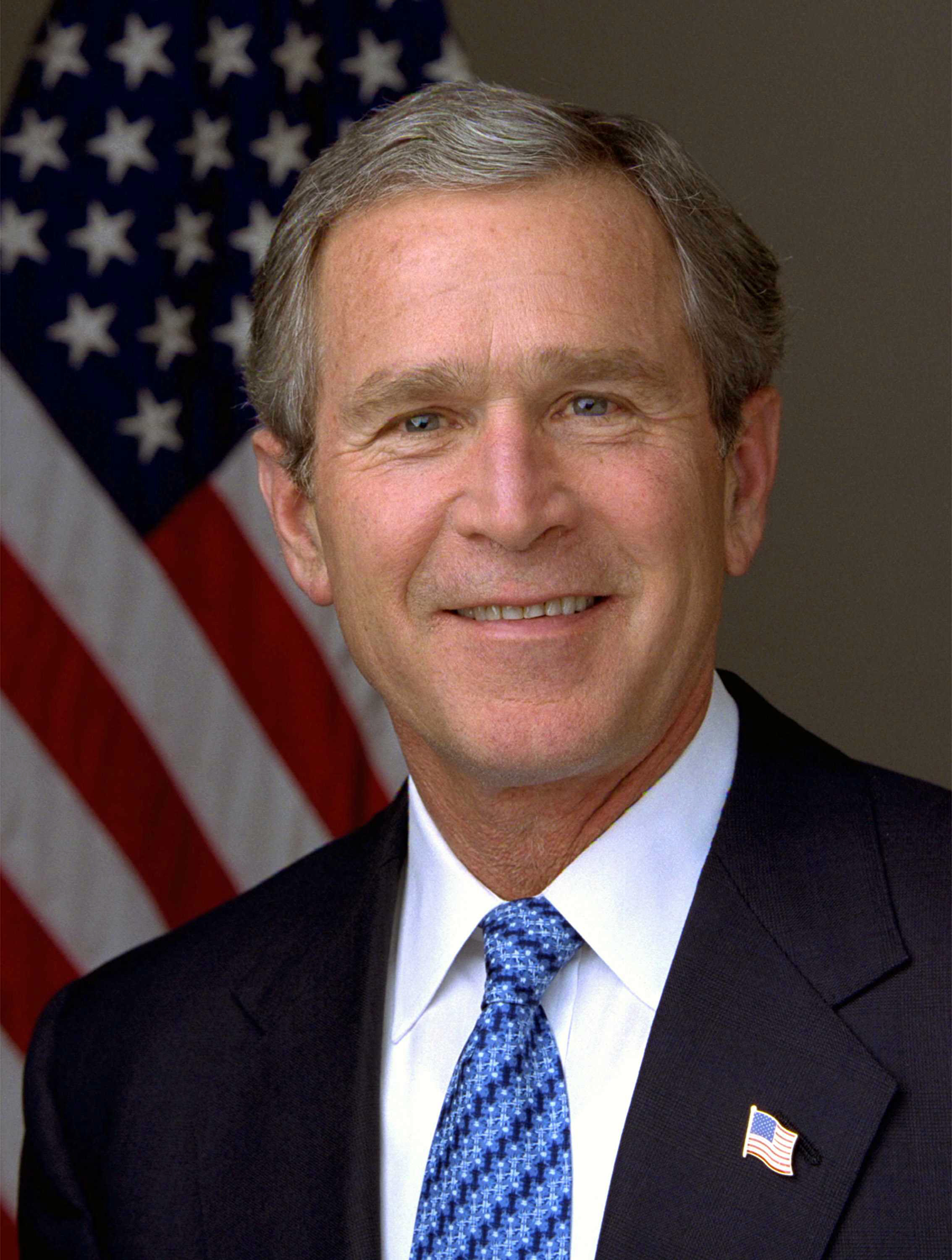
جرج دابلیو. بوش
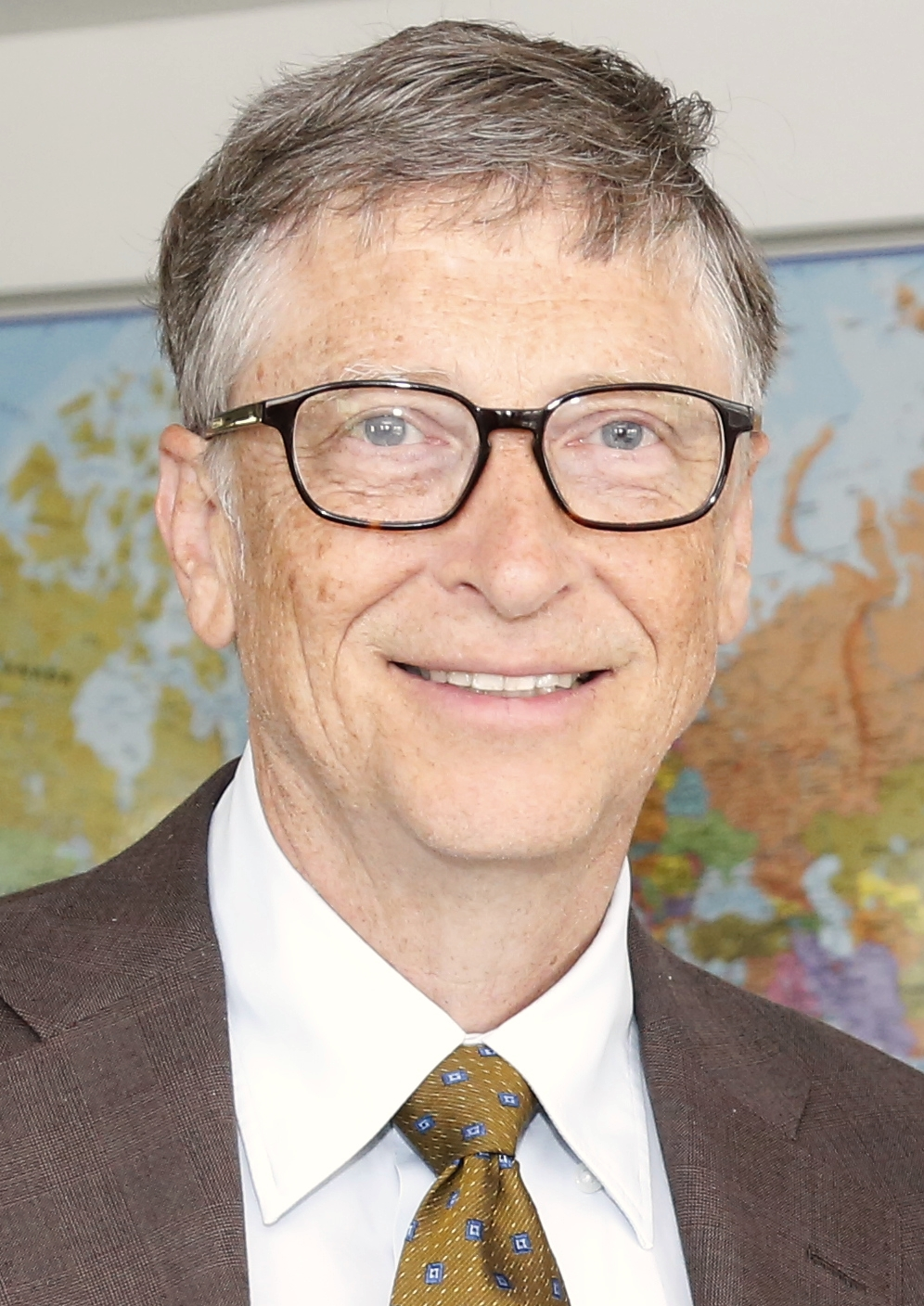
بیل گیتس
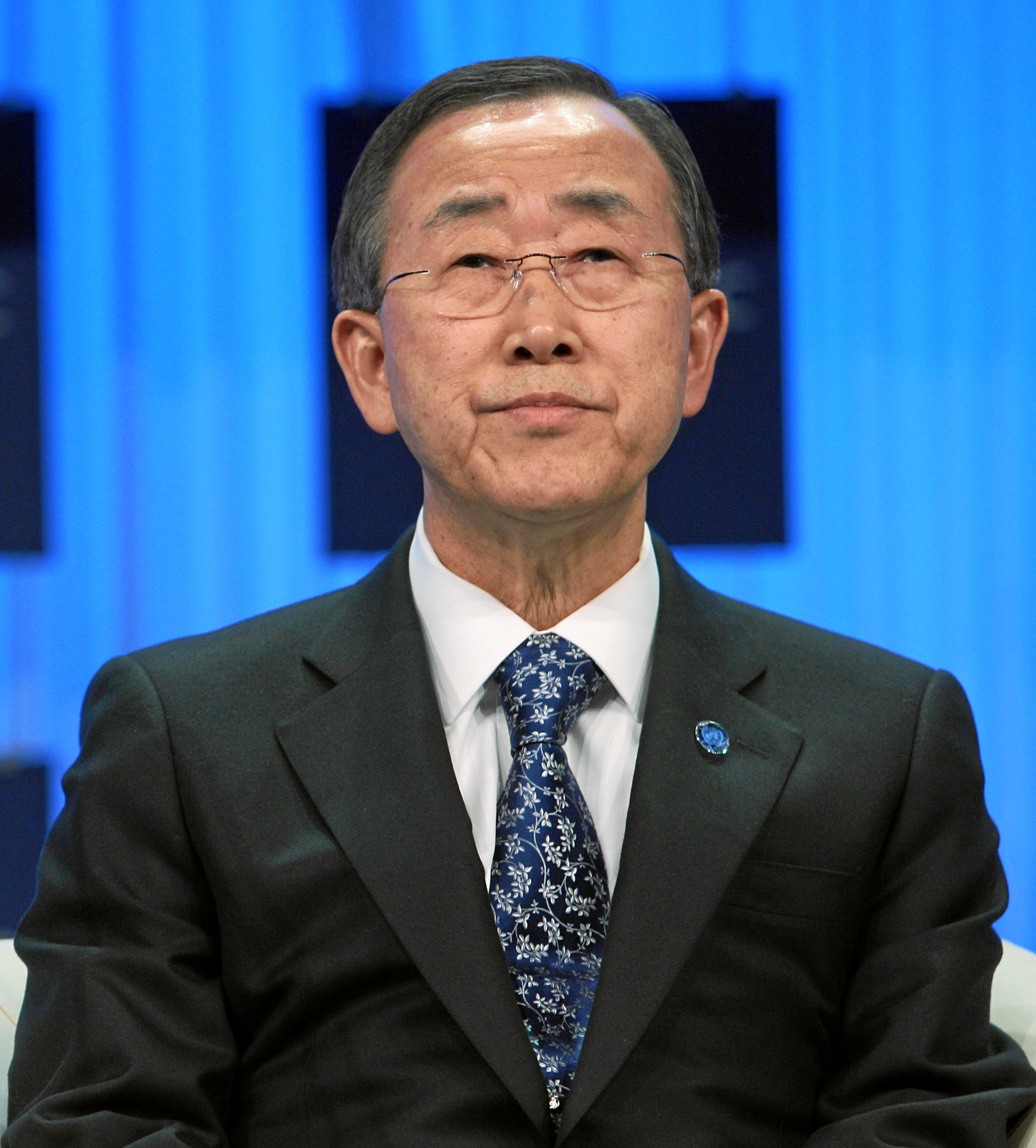
بان کی‌مون
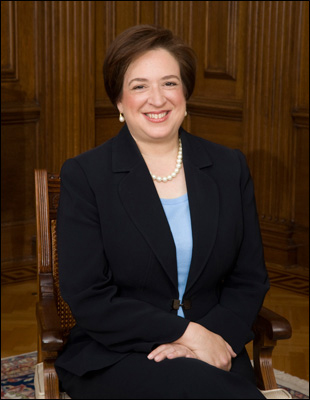
الینا کیگن
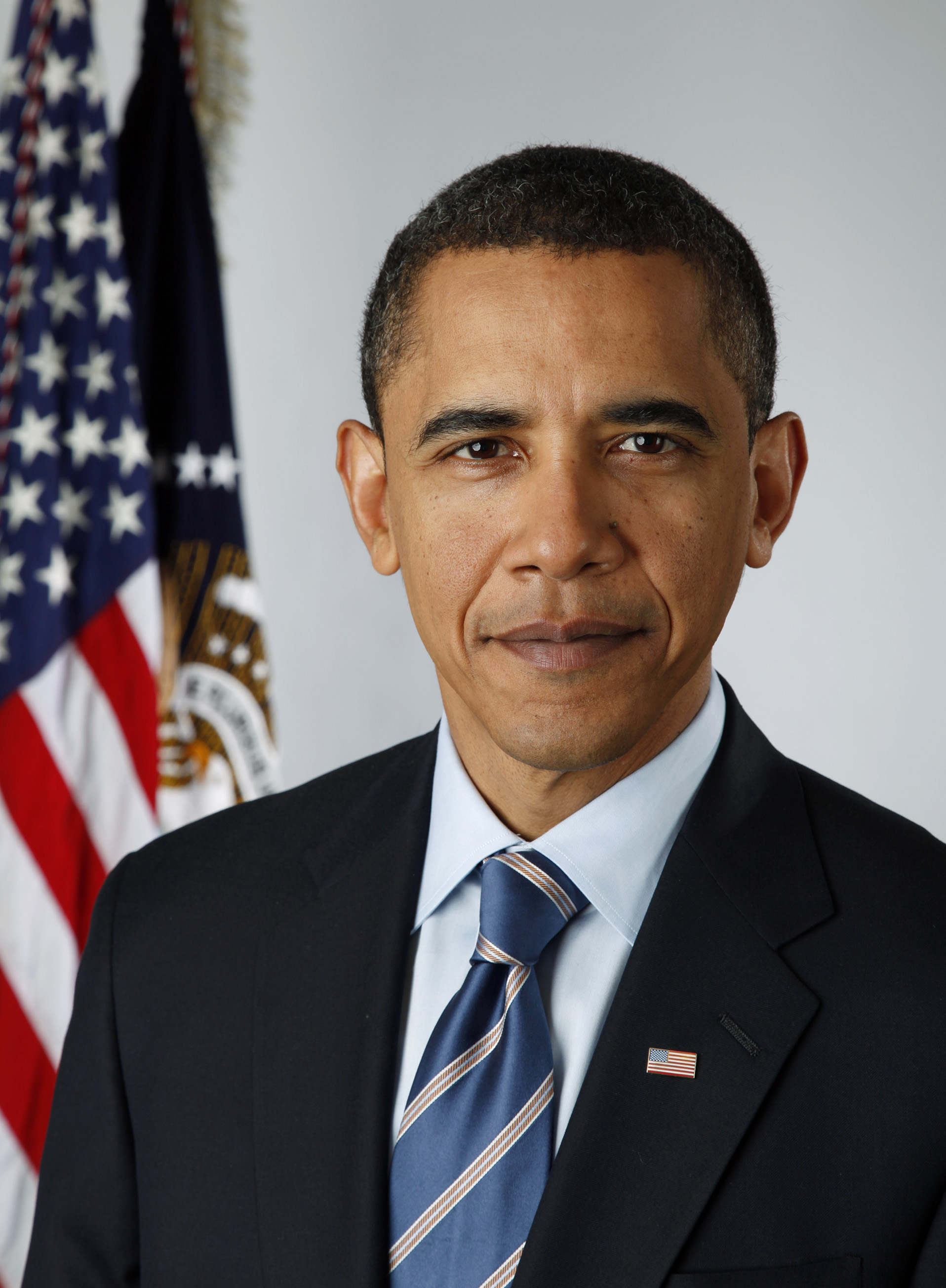
بارک اوباما
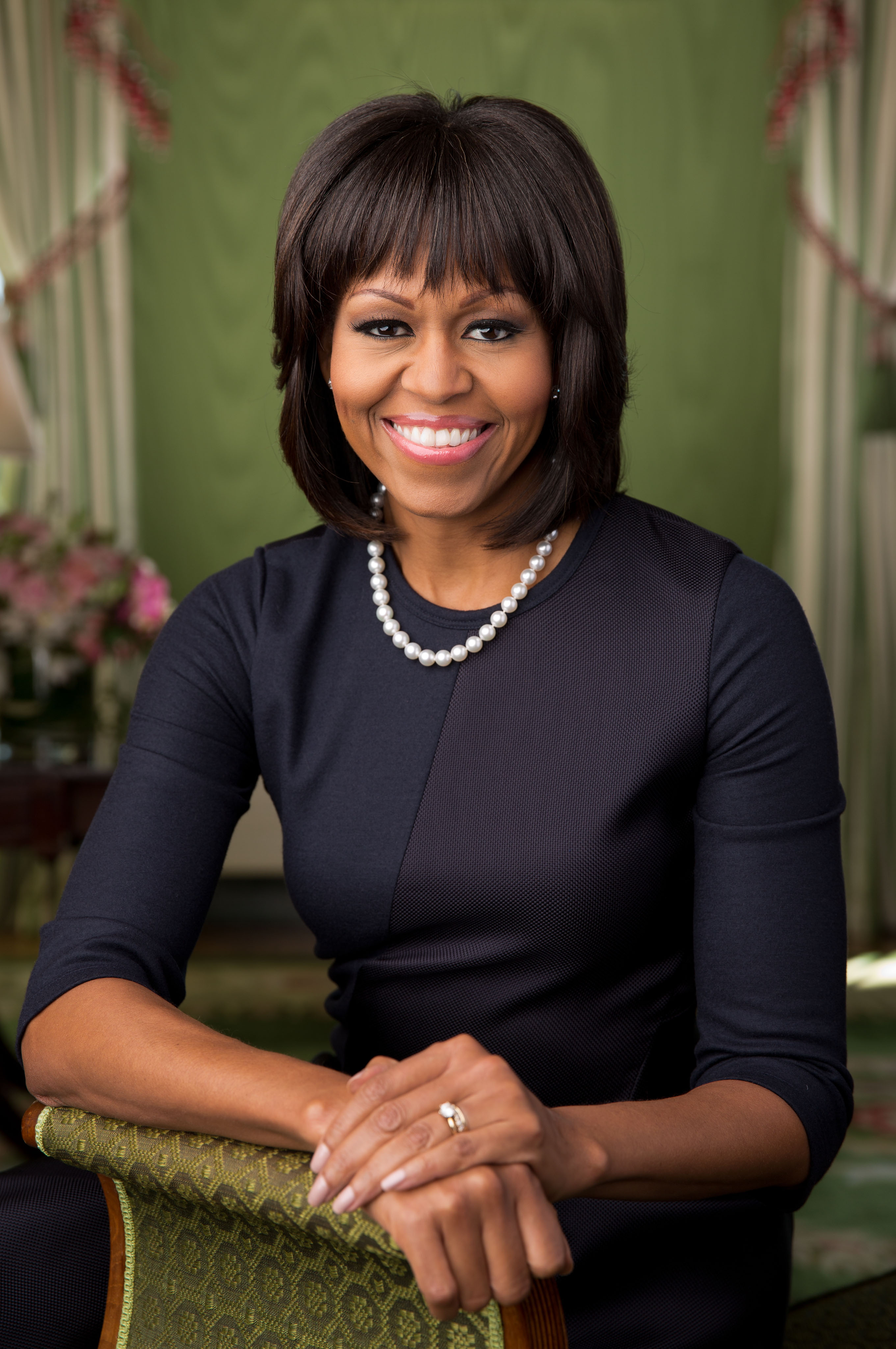
میشل اوباما
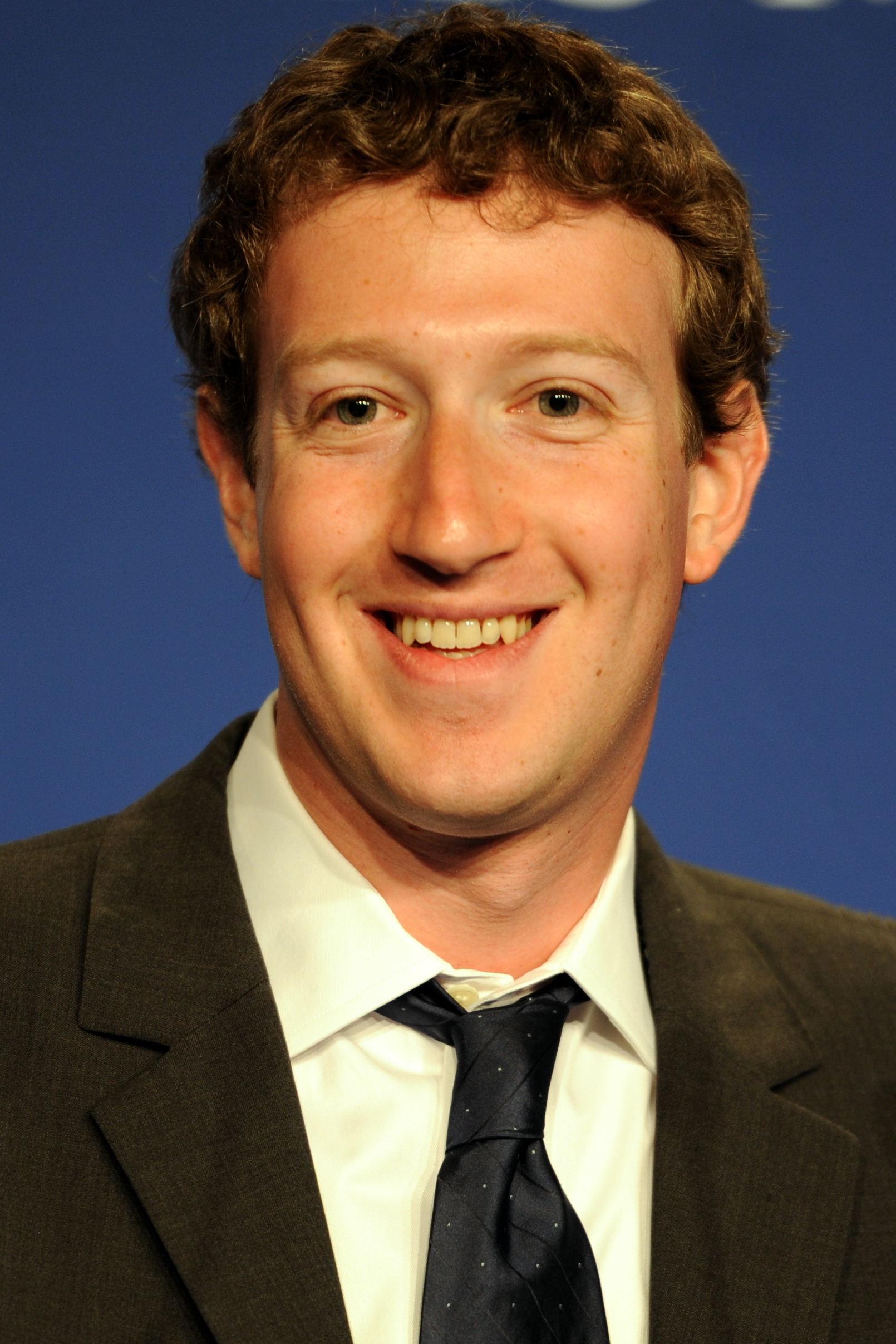
مارک زاکربرگ
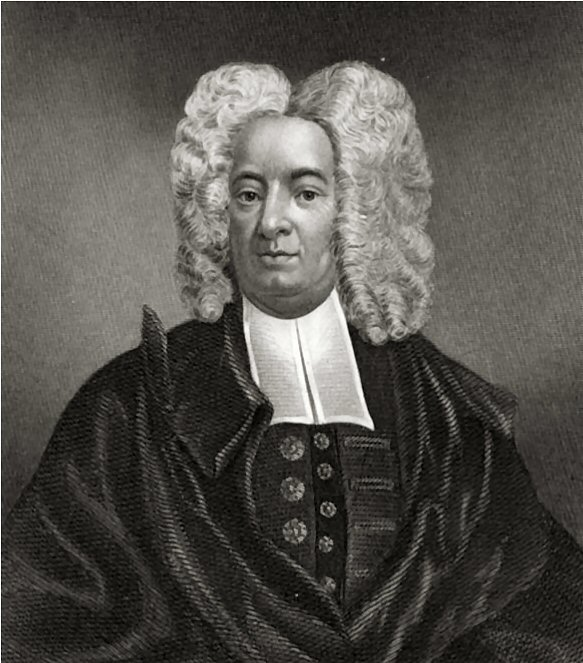
کاتن ماتر
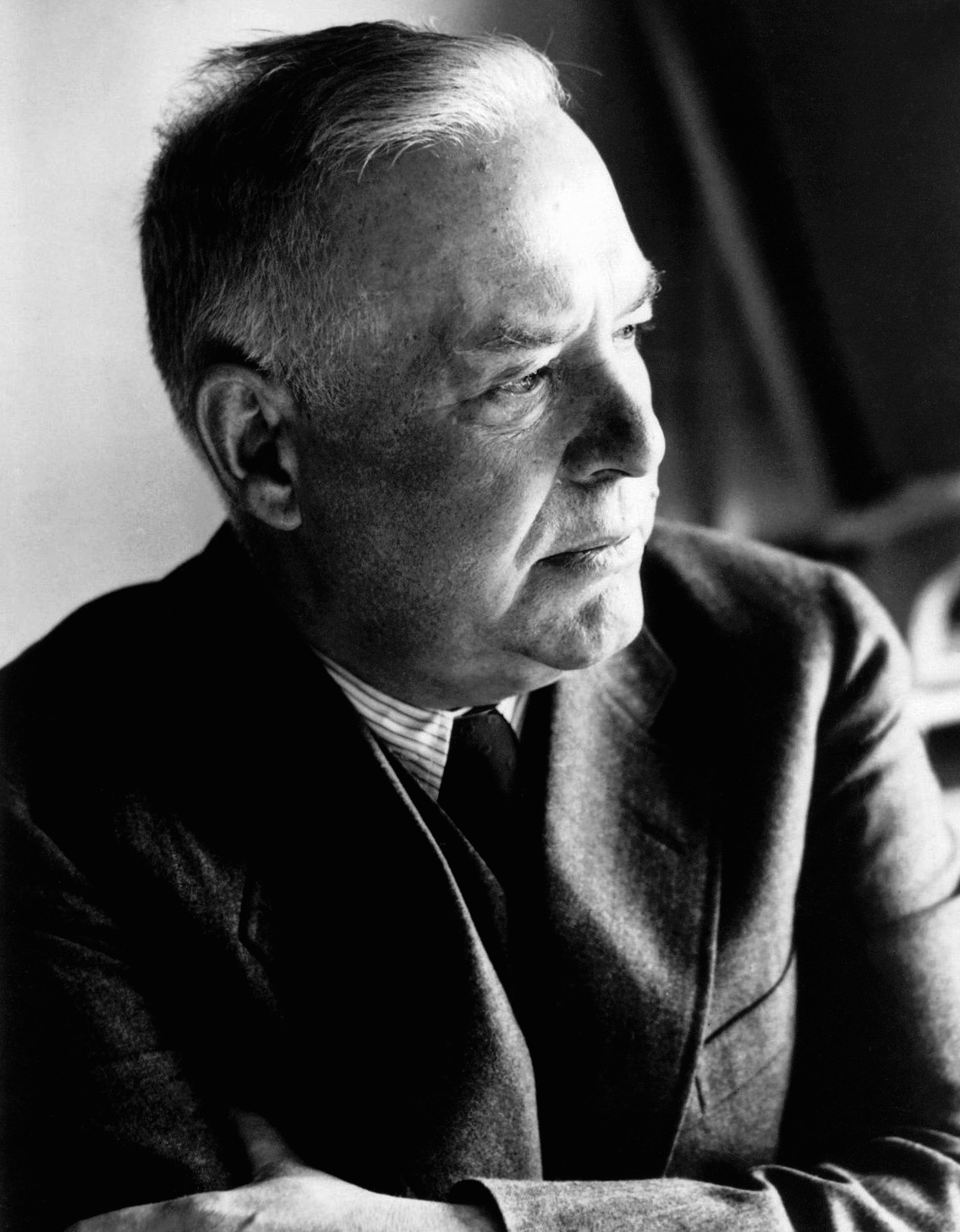
والاس استیونز
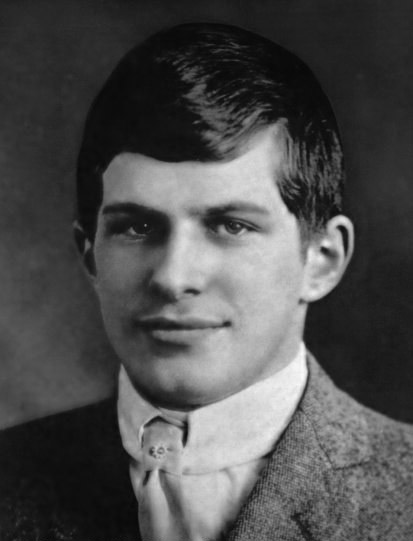
ویلیام جیمز سایدیس
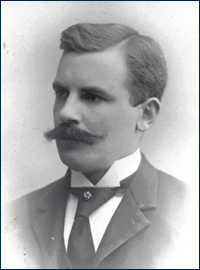
ادوین آرلینگتون رابینسون
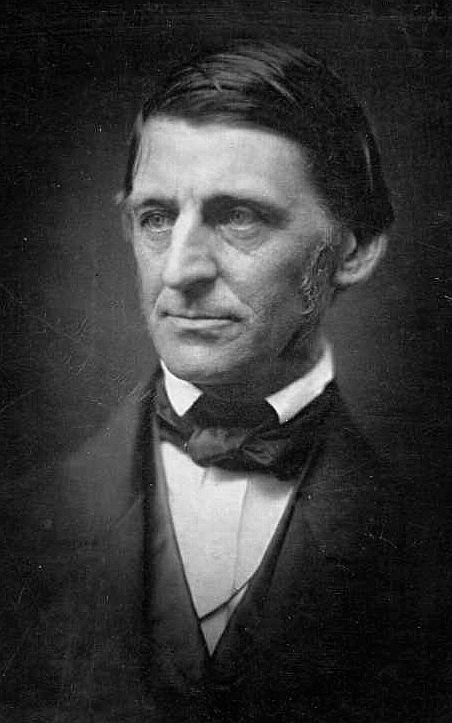
رالف والدو امرسون
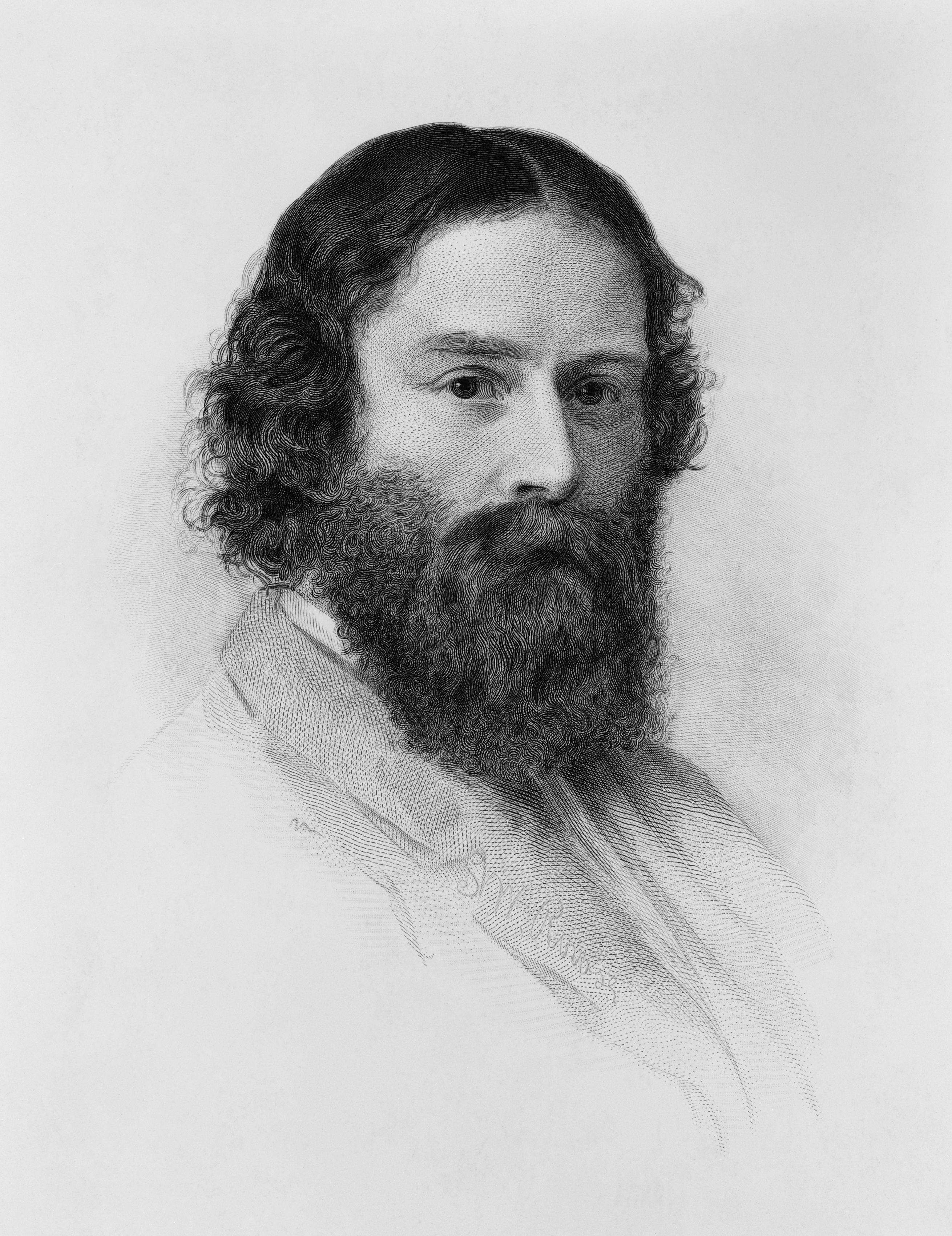
جیمز راسل لوول
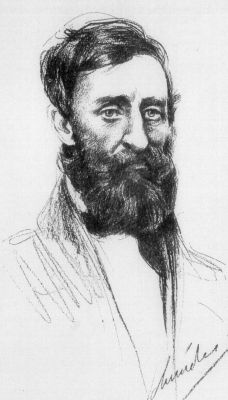
هنری دیوید ثورو
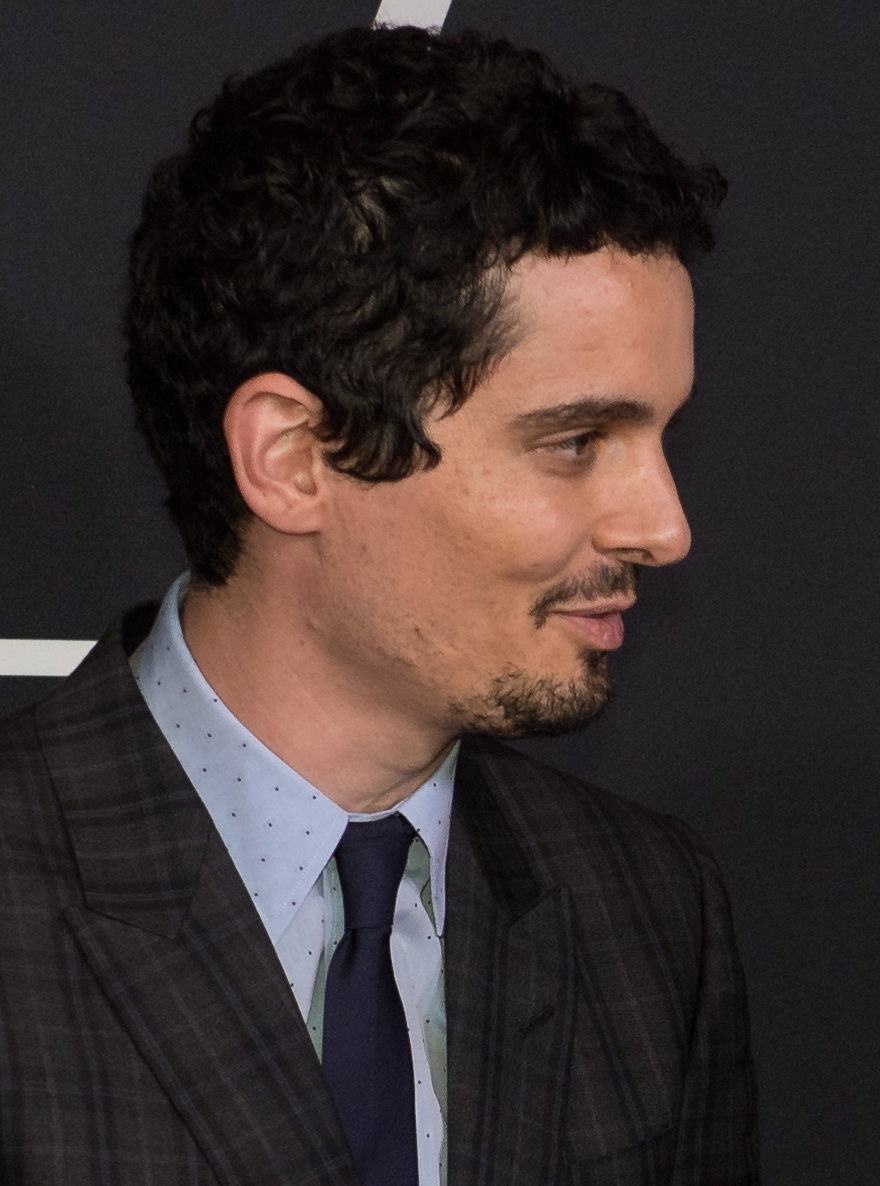
دیمین شزل
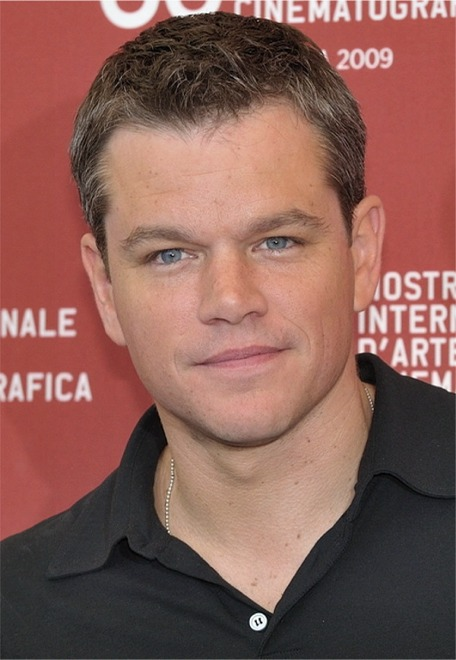
مت دیمون